# 羟基磷灰石耐火纸
耐火纸是一个由上海硅酸盐研究所的科学家朱英杰以及所属团队发明出来的新型纸张，该纸张是一种羟基磷灰石的一种化合物。目前该研究成果已经在《欧洲化学》上发表。

## 介绍
俗语说“纸包不住火”，但是科学家朱英杰在2014年2月13日，先用油酸钙为前驱体制备出可精确调控的羟基磷灰石超长纳米线，再用简单的真空抽滤技术，制备出此神奇“纸张”。然而发明出来的新型纸张完全可以抵抗攝氏溫度1,000 °C（1,830 °F）的高温。然而这一种纸张很快就迎来新的纸张变革。目前该发明技术还在改进和优化当中，使其进一步向低成本和批量化方向推进。

## 性质
该纸张的颜色为乳白色，呈柔性。既可以作为安全和永久的储存介质，将文档、文字或图片或介质进行长期保存。能有效地去除废水中的污染物。既可以用来做控释载体、也可以做骨缺损修复材料、医用纸、阻燃材料和耐高温材料。但脆性很高。

## 与「传统纸张」的比较
传统的纸张是采用树木或草等植物纤维为主要原料，含有较多的木质素，容易发黄，并被自身产生的酸性物质腐蚀降解，更容易被火烧。但新型纸张是由脊椎动物骨骼和牙齿的主要无机成分组成的羟基磷灰石而制作，完全不会出现这种情况。它不仅能够大幅度减少人类对传统植物纤维素纸的依赖，还能从一定程度上减少环境污染的可能性。